# Делурени (Стоилешти)
Делурени (рум. Delureni) насеље је у Румунији у округу Валча у општини Стоилешти. Oпштина се налази на надморској висини од 425 m.

## Становништво
Према подацима из 2011. године у насељу је живело 150 становника.